# Шиплішки
Шиплішкі (пол. Szypliszki) — село в Польщі, у гміні Шиплішки Сувальського повіту Підляського воєводства. Населення — 325 осіб (2011).
У 1975—1998 роках село належало до Сувальського воєводства.

## Демографія
Демографічна структура станом на 31 березня 2011 року:
|          | Загалом | Допрацездатний вік | Працездатний вік | Постпрацездатний вік |
| -------- | ------- | ------------------ | ---------------- | -------------------- |
| Чоловіки | 155     | 43                 | 100              | 12                   |
| Жінки    | 170     | 38                 | 92               | 40                   |
| Разом    | 325     | 81                 | 192              | 52                   |